# Marozi
Marozi è il nome attribuito a un tipo di felino maculato simile a un leone, ma con macchie simili a quelle di un leopardo, avvistato in Kenya all'inizio del XX secolo. Si sostiene che esistano pelli di esemplari cacciati corrispondenti a questa descrizione, ma nessuna è disponibile per gli studiosi, impedendo così conclusioni definitive sulla reale natura dell'animale. Sebbene siano state avanzate varie teorie criptozoologiche, un unico libro pubblicato nel 1963 sostiene che l'opinione generale del tempo fosse che il marozi fosse semplicemente una variante cromatica di qualche sottospecie nota di leone, probabilmente individui che mantenevano le macchie giovanili anche in età adulta.

## Avvistamenti e prove

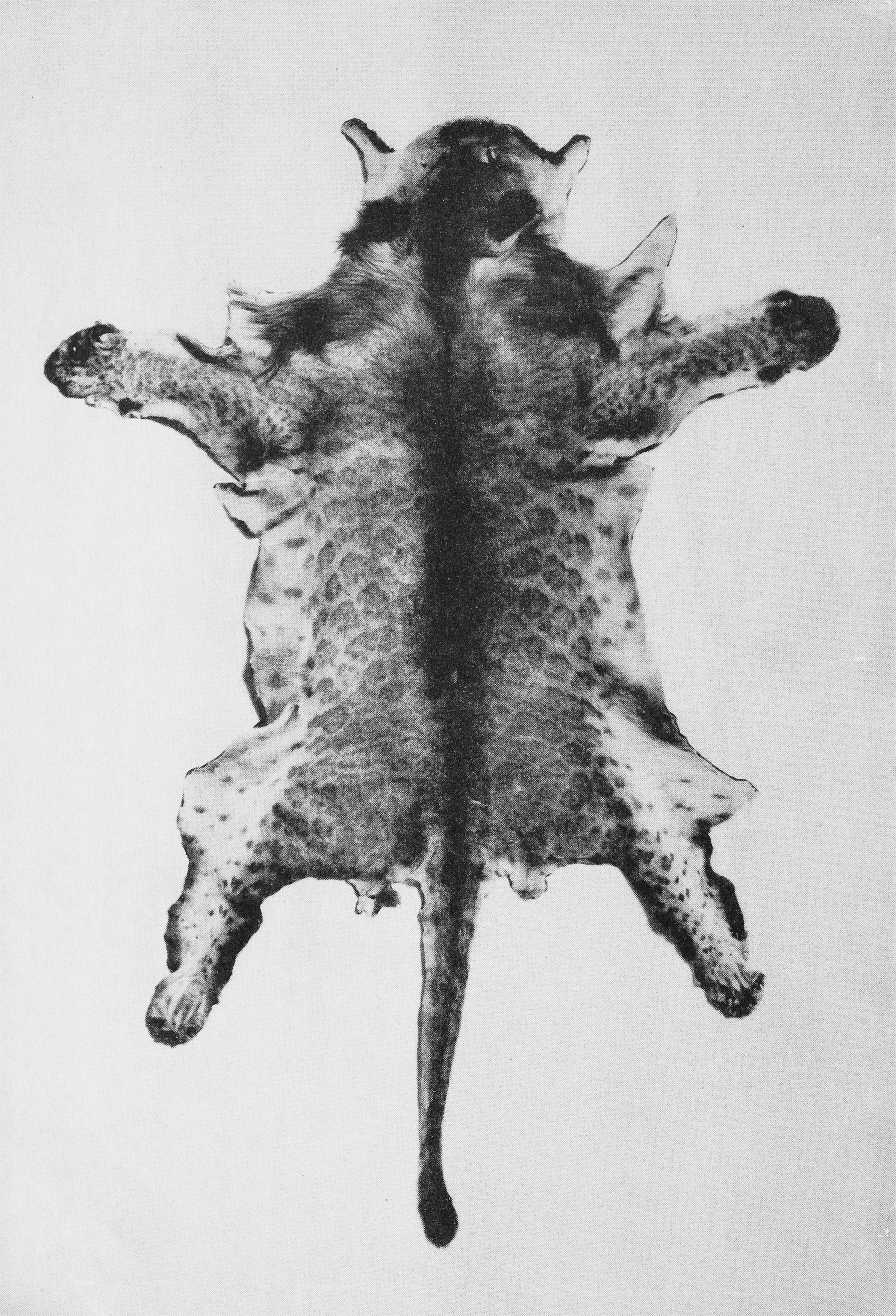
Pelle di un felino attribuita a un marozi, ucciso da Michael Trent nel 1931.

Nonostante esistessero leggende locali nell'Africa orientale su leoni maculati, il primo avvistamento documentato da occidentali risale al colonnello Richard Meinertzhagen nel 1903, il quale riferì di aver visto leoni scuri con macchie a rosetta nelle montagne del Kenya. Meinertzhagen aveva già sentito parlare di questi leoni maculati, ma probabilmente non diede grande importanza a queste voci.
Un altro episodio avvenne nel 1931, quando il colono bianco Michael Trent uccise due individui, un maschio e una femmina, sui Monti Aberdare a circa 3000 metri di altitudine. Le insolite macchie presenti su quelli che sembravano leoni adulti di dimensioni relativamente ridotte attirarono l'attenzione del Nairobi Game Department; pur essendo adulti, presentavano macchie prominenti tipiche solo dei cuccioli, e il maschio aveva una criniera poco sviluppata. Il dipartimento, però, non disponeva di sufficienti prove scheletriche per confermare in maniera definitiva la specie o l'età.
Due anni più tardi, l'esploratore Kenneth Gandar Dower organizzò una spedizione nella regione con lo scopo di catturare o uccidere altri esemplari. Tornò con prove esclusivamente indirette: tre serie di impronte rinvenute a una quota simile a quella dei leoni di Trent (tra i 3000 e 3800 metri). Si riteneva che tali impronte fossero state lasciate da individui intenti a seguire un branco di bufali durante la caccia, escludendo così l'ipotesi che potessero trattarsi di cuccioli. Dower osservò che, sebbene alcuni leoni adulti mantenessero le rosette giovanili, nessuno le conservava con la stessa evidenza riscontrata sulle pelli in questione.
Vi furono altri avvistamenti nello stesso periodo:
- quattro esemplari osservati dal guardacaccia capitano R. E. Dent nella regione montuosa degli Aberdare, a circa 3000 metri di altitudine;[4]
- una coppia avvistata sull'altopiano di Kinangop da G. Hamilton-Snowball a circa 3500 metri. Furono sparati colpi verso di loro, ma riuscirono a scappare.[4]

La presenza di leoni in un habitat insolito e a un'altitudine superiore a quella tipica della specie suggerì la possibilità di una popolazione distinta.

## Scetticismo
Nel 1950, la rivista The Field pubblicò un intervento di W. Robert Foran, scettico riguardo all'esistenza di una nuova razza o sottospecie di leone. Foran preferiva l'ipotesi secondo cui un piccolo gruppo di leoni somali (all'epoca classificati come Panthera leo somalica), tra cui individui maculati anomali, fosse migrato verso i Monti Aberdare del Kenya. L'autore Noel Simon nel 1962 commentò che la visione prevalente sugli avvistamenti del marozi era quella di «leoni di pianura che avevano mantenuto le macchie giovanili fino all'età adulta».
Nel 1963, lo zoologo Charles Albert Walter Guggisberg affermò che non vi erano prove affidabili che sostenessero il marozi come una varietà distinta di leone, dichiarando: «fino ad oggi nessuno è stato in grado di produrre alcuna prova della sua esistenza. Nei leoni dell'Africa orientale le marcature giovanili non scompaiono per diversi anni, e io stesso ho visto leoni di due anni nelle pianure di Athi con rosette simili a quelle presenti sulle famose pelli degli Aberdare».